# John Mills
John Mills (North Elmham, Norfolk, 22 de febrero de 1908-Denham, Buckinghamshire, 23 de abril de 2005) fue un actor británico ganador del premio Óscar que tuvo una carrera de más de setenta años y trabajó en más de 120 películas.

## Biografía
Participó durante más de setenta años en gran cantidad de películas de todos los tipos: desde la superproducción Guerra y paz de 1956 (junto a Audrey Hepburn y Mel Ferrer) hasta la comedia Who's That Girl (1987), protagonizada por Madonna, además de La hija de Ryan (1970), de David Lean, por la cual ganó el Óscar al mejor actor de reparto, y la multioscarizada Gandhi (1982), de Richard Attenborough.[cita requerida]
Participó en 1998 en el DVD de Cats, con el papel de Gus, el gato del teatro.[cita requerida]
Tuvo dos esposas. La primera, de la cual se divorció, murió cinco días después que él, el 28 de abril de 2005. Y su segunda esposa, que permaneció casada con él hasta su muerte, falleció el 1 de diciembre, también de 2005.[cita requerida]

## Premios y distinciones
Premios Óscar
| Año  | Categoría              | Película        | Resultado |
| ---- | ---------------------- | --------------- | --------- |
| 1970 | Mejor actor de reparto | La hija de Ryan | Ganador   |

Festival Internacional de Cine de Venecia
| Año  | Categoría                  | Galardonado     | Resultado |
| ---- | -------------------------- | --------------- | --------- |
| 1960 | Copa Volpi al mejor actor. | Whisky y gloria | Ganador   |

Festival Internacional de Cine de San Sebastián
| Año  | Categoría                      | Película                | Resultado |
| ---- | ------------------------------ | ----------------------- | --------- |
| 1967 | Concha de Plata al mejor actor | Luna de miel en familia | Ganador   |